# 263 (szám)
A 263 (kétszázhatvanhárom) a 262 és 264 között található természetes szám.

## A matematikában
Prímszám. Eisenstein-prím. Biztonságos prím. Kiegyensúlyozott prím.
Szigorúan nem palindrom szám.